# Izland himnusza

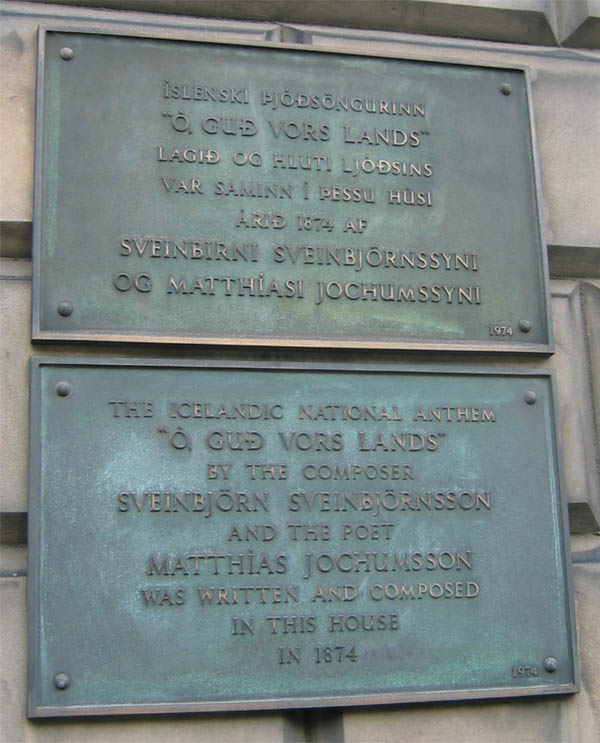
Emléktábla Edinburgh London Street 15. számú épületének falán. 1874-ben itt írta Sveinbjörn Sveinbjörnsson és Matthías Jochumsson az izlandi himnuszt

A Lofsöngur, vagy másik nevén Ó, Guð vors lands (Hazánk Istene) Izland nemzeti himnusza. A Lofsöngur szó a himnusz izlandi megfelelője, szó szerinti fordításban imadal. A himnuszt eredetileg az 1874-es millenniumi ünnepségekre írták, de ekkor még nem azzal a szándékkal, hogy nemzeti himnusz legyen belőle. Nemzeti himnusszá az 1904-1918 közötti időszakban, hivatalossá csak a függetlenség kikiáltásakor, 1944. június 7-én vált.

## Keletkezése
A keletkezési körülmények (vagyis a millenniumi ünnepségek) miatt található a Lofsöngur szövegében meg annyiszor „Izland ezer évére” utalás, ahogy az eredeti címe is az volt, hogy Himnusz Izland Ezer Évének Emlékére. 1873. szeptember 8-án az Alþingi határozatot hozott, hogy a jövő évi ünnepségekre Izland minden templomában misét kell tartani egy, Pétur Pétursson (Izland főpüspöke) által meghatározott napon. Ugyancsak az ő feladata volt megadni a zsoltárt, aminek szövege alapjául szolgál a miséknek. Pétursson augusztus 2-át választotta, és a Mózesnek tulajdonított 90. zsoltárt szövegnek, ami a magyar himnusz megszületése előtt a református magyarság néphimnusza is volt (Tebenned bíztunk, elejétől fogva). Ez a szöveg adta az alapját a későbbi himnusz szövegének.
A Lofsöngur szövegét a püspök megbízására Matthías Jochumsson tiszteletes írta meg 1873-1874 telén. Az első versszak Edinburgh-ban született, a másik kettő – amelyeket egyébként maga Jochumsson sem tartott sokra – Londonban.
Zenéjét Sveinbjörn Sveinbjörnsson szerezte. Tanulmányai befejeztével Edinburgh-ban telepedett le zenetanárként és zongoristaként, itt találkozott 1873 őszén Jochumssonnal, akit még otthonról ismert. Amikor Matthías megírta az Ó, guð vors lands első versszakát, megmutatta azt Sveinbjörnnek, aki először azt mondta, hogy nem tud rá zenét szerezni. Jochumsson ezt nem hagyta annyiban, és folyamatosan írogatott neki a tél folyamán, hogy írjon már rá dallamot. Végül Sveinbjörn kötélnek állt, és tavasszal megírta a zenét, és elküldte azt még épp időben az ünnepségek előtt barátjának.
A himnuszt először 1874. augusztus 2-án, egy vasárnapi napon adták elő a Reykjavíki Katedrálisban. Ekkor nem keltett nagy feltűnést, ezen a napon az Ó, guð vors lands-szal együtt hét Jochumsson által írt dalt énekeltek el, melyek többségét megbízásra írta. Az Ó, guð vors lands kivétel, ezt önszántából írta meg. Az ünnepségeken ott volt IX. Keresztély dán király, aki az első dán uralkodó volt, aki Izlandon járt.

## A Lofsöngur, és más himnuszértékű izlandi dalok
Mivel ekkor már javában létezett az izlandi nemzeti öntudat, természetesen megvolt az igény nemzeti érzelmű dalok éneklésére, amelyek kvázi-himnuszként szolgáltak. A legtöbbet énekelt ilyen dal a Eldgamla Ísafold volt, amelyet Bjarni Thorarensen írt 1808-1809 körül.Ez két fő okból nem válhatott hivatalos nemzeti himnusszá, az első, hogy erős dán-ellenes felhangok találhatók a szövegben, a második pedig, hogy a dallama ugyanaz, mint a God Save The Queené. Az Ó, guð vors lands-ot gyakran énekelték ugyan különböző kórusok, de igazán csak a 20. század elejétől kezdett előtérbe kerülni, és 1918-ra már egyértelműen ez volt az izlandiak himnusza. A függetlenség kikiáltásakor a Lofsöngurt játszották, mint hivatalos nemzeti himnuszt, 1948-ban az izlandi állam megvásárolta a dallam jogait egy dán cégtől, majd 1949-ben a szöveget is.
Mivel a dal hangkészlete elég nagy tartományt fog át, a legtöbb izlandi egyszerűen képtelen elénekelni. Sokszor kritizálják a dal túlzottan vallásos szövegét, ezzel együtt azt, hogy nem elég hazafias. Főleg az első probléma miatt sok más dalt is himnuszértékűen énekelnek az izlandi emberek, ilyenek az Ég vil elska mitt land, és az Ísland ögrum skorið. Ezzel együtt a Lofsöngur pozícióját nem veszélyeztetik ezek a dalok, mivel a legtöbb izlandi szereti a méltóságteljes dallamvezetését, és a fennkölt szöveget (főleg az első versszakét), amelyben szó sincs (sok más himnusszal ellentétben) harcias, agresszív dolgokról, sokkal inkább nyugodt, békés, megindító hangulatot áraszt magából.

## Az izlandi szöveg
Lofsöngur
Ó, guð vors lands! Ó, lands vors guð!
Vér lofum þitt heilaga, heilaga nafn!
Úr sólkerfum himnanna hnýta þér krans
þínir herskarar, tímanna safn.
Fyrir þér er einn dagur sem þúsund ár
og þúsund ár dagur, ei meir:
eitt eilífðar smáblóm með titrandi tár,
sem tilbiður guð sinn og deyr.
Íslands þúsund ár,
Íslands þúsund ár,
eitt eilífðar smáblóm með titrandi tár,
sem tilbiður guð sinn og deyr.
Ó, guð, ó, guð! Vér föllum fram
og fórnum þér brennandi, brennandi sál,
guð faðir, vor drottinn frá kyni til kyns,
og vér kvökum vort helgasta mál.
Vér kvökum og þökkum í þúsund ár,
því þú ert vort einasta skjól.
Vér kvökum og þökkum með titrandi tár,
því þú tilbjóst vort forlagahjól.
Íslands þúsund ár
Íslands þúsund ár
voru morgunsins húmköldu, hrynjandi tár,
sem hitna við skínandi sól.
Ó, guð vors lands! Ó, lands vors guð!
Vér lifum sem blaktandi, blaktandi strá.
Vér deyjum, ef þú ert ei ljós það og líf,
sem að lyftir oss duftinu frá.
Ó, vert þú hvern morgun vort ljúfasta líf,
vor leiðtogi í daganna þraut
og á kvöldin vor himneska hvíld og vor hlíf
og vor hertogi á þjóðlífsins braut.
Íslands þúsund ár
Íslands þúsund ár
verði gróandi þjóðlíf með þverrandi tár,
sem þroskast á guðsríkis braut.

## Az első versszak magyarul
Imadal
Ó hazánk Istene, ó Istenünk országa!
Áldjuk neved csodás fenségét,
A mennynek fénye ékesíti koronád
Seregeiddel a végtelen időben!
Neked egy nap ezer év,
Minden ezer év, mint egy nap.
Örök virág a könnyek hódolata
Mely áhítattal hullik el.
Izland ezer éve,
Izland ezer éve.
Örök virág a könnyek hódolata
Mely áhítattal hullik el.

## Külső hivatkozások
- Az izlandi nemzeti himnusz